# Bürgerbewegung pro NRW
Die Bürgerbewegung pro Nordrhein-Westfalen (Kurzbezeichnung: pro NRW) war eine rechtsextreme und verfassungsfeindliche deutsche Kleinstpartei. Sie war Teil der Pro-Bewegung. Sie wurde am 24. März 2019 als Partei von ihren Mitgliedern aufgelöst und in einen Verein umgewandelt.

## Geschichte
Die Partei hat ihren Ursprung in der Bürgerbewegung pro Köln. Diese wurde am 5. Juni 1996 gegründet und gilt als Keimzelle der so genannten „Pro-Parteien“. Sämtliche nachfolgende Parteien (pro NRW, pro Deutschland, diverse Vereine) sind auf diesen Verein bzw. dessen Akteure zurückzuführen. Damals wurde Sven Möller, vorher Mitglied der DLVH, zum ersten Vorsitzenden gewählt. Bis zum Jahr 1999 blieb der Verein weitgehend bedeutungslos, danach traten die DLVH-Funktionäre Markus Beisicht, Manfred Rouhs und Bernd Schöppe dem Verein bei. Judith Wolter, vorher Mitglied der Republikaner, wurde neue Vereinsvorsitzende.
Pro Köln selbst hat seinen Ursprung in der 1991 gegründeten rechtsextremen Deutschen Liga für Volk und Heimat (DLVH). Markus Beisicht war dort u. a. als Landesvorsitzender für Nordrhein-Westfalen zuständig. Im Verfassungsschutzbericht des Landes Nordrhein-Westfalen aus dem Jahr 1994 wurde die Partei als nationalistisch, rassistisch und völkisch-kollektivistisch eingestuft. Das Parteiprogramm sei sprachlich und ideologisch eng an das der NPD angelehnt. Im Jahr 1993 setzte die Partei ein Kopfgeld von 5000 Mark auf eine untergetauchte Asylbewerberin aus. Die Verantwortlichen wurden dafür später juristisch belangt. Im Jahr 1996 löste sich die Organisation aufgrund von Erfolglosigkeit als Partei auf. Beisicht, Rouhs und Schöppe sattelten auf pro Köln um.
Ihre Aktivität entfaltete pro Köln im Jahr 2002 im Stadtteil Chorweiler. Damals suchte die Stadtverwaltung einen geeigneten Standort für den Bau einer Moschee. Pro Köln organisierte eine Unterschriftensammlung und dehnte diese Kampagne schließlich auf das ganze Stadtgebiet aus, nachdem weitere Standorte vorgeschlagen worden waren. Kurz vor der Kommunalwahl 2004 legte der Verein dem Beschwerdeausschuss des Rates der Stadt Köln 28.000 Unterschriften gegen die Bauprojekte vor. Weitere Kampagnen richteten sich gegen Flüchtlingsheime, die überwiegend von Sinti und Roma bewohnt wurden. Bei der Kommunalwahl 2004 zog pro Köln überraschend in den Rat der Stadt Köln ein und erhielt dadurch Fraktionsstatus. Judith Wolter wurde zur Fraktionsvorsitzenden gewählt.
Nach der Kommunalwahl 2004 wurde zunächst die Bürgerbewegung pro Deutschland im Jahre 2005 gegründet, deren Bundesvorsitzender seitdem Manfred Rouhs war. Sie war für das komplette Bundesgebiet zuständig, von Mai 2015 bis zu ihrer Auflösung im November 2017 auch für Nordrhein-Westfalen. Zuvor hatte sie bislang nur in Berlin und einigen Städten Strukturen aufgebaut. Die Bürgerbewegung pro NRW, die von Markus Beisicht geleitet wird, wurde schließlich im Jahre 2007 gegründet und ist seitdem nur für Nordrhein-Westfalen verantwortlich.
Am 24. März 2019 wurde die Partei von ihren Mitgliedern aufgelöst und in einen Verein umgewandelt.

## Organisationsstruktur
Sowohl personell, organisatorisch als auch programmatisch war die Partei eng verflochten mit der Bürgerbewegung pro Köln und der Bürgerbewegung pro Deutschland. Der Parteivorstand von pro NRW bestand zu großen Teilen aus aktuellen oder ehemaligen Vorstandsmitgliedern von pro Köln.
Im Juni 2010 wurde der Dachverband „Die Pro-Bewegung (PRO)“ gegründet, in dem pro Köln, pro NRW, pro Deutschland und andere Kleinvereine organisiert waren. Als Vorsitzender fungierte seitdem Markus Beisicht, zu seinem Stellvertreter wurde Manfred Rouhs bestimmt. Laut Satzung ist der Vereinszweck die „deutschlandweite Koordinierung und Abstimmung der politischen Arbeit der verschiedenen unabhängigen Pro-Parteien und -Vereinigungen in den Kommunen und Ländern“.
Sitz der Partei pro NRW ist Düsseldorf. Die Partei ist in den Organisationsstufen Gesamtverband, Bezirksverbände und Kreisverbände gegliedert. Organe des Gesamtverbandes sind der Parteitag (nach § 9 Abs. 1 ParteienG), der Parteivorstand und das Parteipräsidium. Daneben existieren die parteiinternen Arbeitskreise Jugend pro NRW, Frauen pro NRW, Mittelstand, Islamkritik und Russlanddeutsche pro NRW.
Im Mai 2015 ist ein organisationsinterner Machtkampf zwischen Pro Köln und Pro NRW ausgebrochen. Grund sind u. a. gegenseitige Rivalitäten zwischen Markus Wiener und Markus Beisicht. Der Kölner Stadtanzeiger berichtete, man werfe sich gegenseitig parteischädigendes Verhalten vor, beispielsweise Betrug zu Lasten der Steuerzahler auf Seiten der Wählervereinigung und die Entwicklung nach Rechtsaußen auf der Seite der Landespartei. Beide Organisationen distanzieren sich voneinander. Der Kölner Stadtanzeiger berichtete, Pro NRW plane den Aufbau einer neuen Kölner Unterorganisation und Konkurrenz zu Pro Köln.

## Politische Inhalte

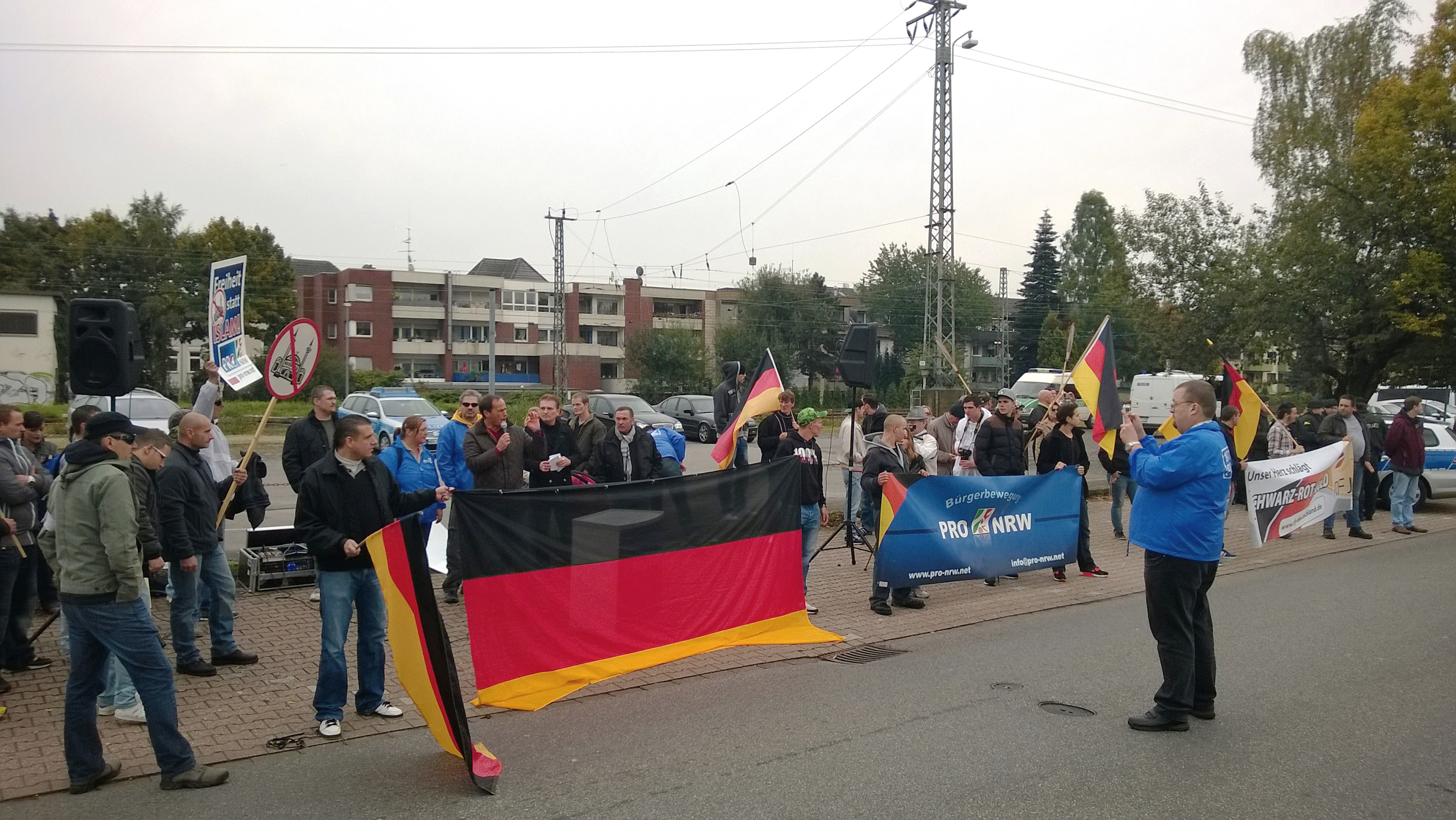
pro-NRW-Demo am 12. Oktober 2013 in Rheydt gegenüber der Ar-rahman-Moschee.

Hauptthema des Vereins ist die Ablehnung einer „Islamisierung“ sowie „Überfremdung“ hauptsächlich durch muslimische Migranten. Sie bezeichnet sich dabei selbst als „islamkritisch“. Dabei wird die Vorgängerorganisation pro Köln von verschiedenen Islamkritikern, wie etwa Ralph Giordano, kritisiert und als „lokale Variante des zeitgenössischen Nationalsozialismus“ bezeichnet. Der Vorsitzende Markus Beisicht bejahte in einem Interview mit der Jungen Freiheit, man sei „keine Anti-Moscheebau-Bürgerinitiative, sondern ein rechtes Parteiprojekt, das nur in diesem Gewand daherkommt“.
Der Verein hat verschiedene Initiativen gegen den Bau von Minaretten und Moscheen geplant und nahm sich dabei das von Politikern der SVP und der EDU initiierte Volksbegehren im Schweizer Minarettstreit zum Vorbild. Dieses Minarett-Verbot sollte nach Vorstellung der Partei durch eine Europäische Bürgerinitiative verwirklicht werden. Des Weiteren fordert sie einen vollständigen Zuwanderungsstopp und die Abschiebung von Straftätern ohne deutschen Pass.
Weitere Wahlkampfthemen in ihrem Grundsatzprogramm „7 Punkte pro NRW“ und ihren Wahlprogrammen 2010 und 2012 umfassten eine Nulltoleranzstrategie insbesondere in sogenannten „ethnischen und sozialen Brennpunktvierteln“. Die Partei fordert zudem ein Kopftuchverbot in öffentlichen Einrichtungen, die Abschiebung von sogenannten „Hasspredigern“ und die Bekämpfung von sogenannten „islamischen Parallelgesellschaften“. In der Gesundheits- und Sozialpolitik vertreten sie ein nicht näher definiertes „Knappschaftsprinzip“, befürworten aber private Krankenversicherungen und wenden sich gegen einen rechtswidrigen Gebrauch von Krankenversichertenkarten, wobei laut Programm Mehrfachbenutzungen besonders häufig von „ausländischen Personengruppen“ begangen würden. Auch dürften keine Anreize für eine „Einwanderung ins soziale Netz der Bundesrepublik“ geschaffen werden. Abtreibungen will die Partei erschweren.
Ferner fordert sie einen „Aufbau West“ unter anderem durch Unterstützung der Kohleförderung und warnt vor „umweltschützerischen Experimenten“. Das dreigliedrige Bildungssystem solle beibehalten und die „Elitenförderung“ ausgebaut werden. Deutsche Sprachförderung solle bereits im Kindergarten beginnen; Ethik, „Staatsbürgerkunde“ und Geschichte zur „christlich-abendländisch geprägten Wertevermittlung“ als Pflichtfächer eingeführt werden. Bürger mit Migrationshintergrund mit weniger guten Sprachkenntnissen sollen in getrennten Klassen unterrichtet werden, außerdem will pro NRW weniger Sozialpädagogen an Schulen beschäftigen. In der Kulturpolitik vertritt sie die Förderung der „Hochkultur“ und wendet sich gegen die Unterstützung „avantgardistischer Projekte“, die nach Auffassung von Pro NRW für „den Normalbürger nicht von Interesse“ seien. Insbesondere wendet sie sich gegen Medien, die angeblich ein „von multi-kulturellen Trugbildern geprägtes Weltbild“ und „linke Ideologie“ transportieren würden. Der WDR solle zu „politischer und weltanschaulicher Neutralität“ verpflichtet werden. Zudem werde mehr „direkte Demokratie“ durch Volksabstimmungen gefordert, aber das Kommunalwahlrecht für „diejenigen Ausländer, die nicht der Europäischen Union angehören“, abgelehnt. Außenpolitisch bezieht pro NRW die Stellung, die Bundesrepublik solle die Deutsche Mark wieder einführen, und bezeichnet die Europäische Union als „EU-Extremismus“.

## Verortung im rechtsextremen Milieu

### Mitglieder und Führungskader
Der Politologe Christoph Butterwegge (Universität Köln) schrieb 2007, das Personal von pro Köln und pro NRW bestehe großteils aus „alten Kämpfern rechtsextremistischer Parteien“.
Pro NRW gibt sich (Stand 2010) basisdemokratisch und bürgerlich; ein Großteil der Entscheidungen wird aber von einigen Funktionären getroffen, die überwiegend in der rechtsextremen Szene aktiv sind oder waren. Ein großer Teil der Mitglieder und der überwiegende Teil der Funktionäre war (Stand 2011) in der Vergangenheit bei der NPD, der DVU sowie den Republikanern aktiv.
Kontakte des Parteivorsitzenden von pro NRW und pro Köln, Markus Beisicht, zur rechtsextremen Szene führten in mehreren Jahren zur Nennung der Partei in den Verfassungsschutzberichten des Landes Nordrhein-Westfalen. Beisicht war Landesvorsitzender der rechtsextremen Deutschen Liga für Volk und Heimat (DLVH) und ist als Strafverteidiger des überregional bekannten Rechtsextremisten Axel Reitz aufgetreten, welcher auch als „Hitler von Köln“ bezeichnet wird. Zudem war Beisicht auch Autor des christlich-fundamentalistischen, antisemitischen und homophoben Blogs kreuz.net.
Der ehemalige stellvertretende Landesvorsitzende von pro NRW, Daniel Schöppe, war ebenso Mitglied und Landesjugendbeauftragter der rechtsextremen DLVH in Nordrhein-Westfalen. Die Kreisbeauftragten Nico Ernst und Tobias Nass waren Mitglieder bzw. Funktionäre der NPD. Außerdem war Ernst in der Vergangenheit bei Aufmärschen der militanten Neonazi-Szene aktiv und im Umfeld der neonazistischen „Kameradschaft Rhein/Ahr“ anzutreffen. Im April 2010 tauchten Fotos von Nass auf, bei dem er mit Hitler-Bart und Aktivisten aus der militanten Neonazi-Szene zu sehen ist.
Im Mai 2010 trat der ehemalige Kandidat für den Bundesvorsitz der NPD- und spätere DVU-Funktionär Andreas Molau pro NRW bei. Er werde in Zukunft „die Öffentlichkeitsarbeit“ der Partei „unterstützen“, so pro NRW. Im März 2011 wurde Molau schließlich zum Beisitzer in den Parteivorstand gewählt, ebenso wie Max Branghofer, welcher als ehemaliger Landesvorsitzender der Deutschen Volksunion (DVU) fungierte, sowie Bernd Schöppe (gleichzeitig Schriftführer bei pro Köln), welcher in der Vergangenheit an Aufmärschen der Neonaziszene teilgenommen hatte.
Die pro-NRW-Schatzmeisterin und pro-Köln-Fraktionsvorsitzende Judith Wolter gab Januar 2003 der NPD-Parteizeitung „Deutsche Stimme“ (DS) ein ganzseitiges Interview. Der stellvertretende Vorsitzende von pro NRW, Kevin Hauer, wiederholte diese Praxis 2007 und gab der Deutschen Stimme ebenfalls ein ganzseitiges Interview. Wolter nahm weiterhin an einer Veranstaltung der NPD-Jugendorganisation „Junge Nationaldemokraten“ teil und sprach dort ein Grußwort. Inhaltlich vertritt sie den Standpunkt, dass das Kriegsende des Zweiten Weltkrieges – der 8. Mai 1945 – kein Datum zum Feiern sei, da damals „de facto ein Drittel des damaligen Reichsgebiets“ verloren gegangen sei. Zudem ist sie als Rechtsanwältin für die rechtsextreme DVU aufgetreten.
Im Sommer 2007 trat der Auschwitzleugner Günther Kissel in die Partei ein, was Markus Beisicht ausdrücklich in einer Pressemitteilung begrüßte. Weiterhin nahm der bundesweit bekannte Neo-Nazi Siegfried Borchardt (genannt „SS-Siggi“) an einem pro-Köln-Fackelmarsch im Januar 2002 teil. Es sind außerdem Fotos aus den 1980er-Jahren aufgetaucht, welche „den Ehrenfelder Pro-Köln-Bezirksvertreter Heinz Kurt Täubner mit Hakenkreuz-Devotionalien bei einer Geburtstagsfeier für Adolf Hitler zeigen sollen“, so der Kölner-Stadt-Anzeiger.
Ein ähnliches Bild ergibt sich bei der Jugend pro NRW. Der ehemalige Kreisbeauftragte und Beisitzer im Landesvorstand, Tobias Ronsdorf, hatte eine eigene Homepage angelegt, bei der unter der Rubrik „Helden“ stand: „Alle Deutschen Soldaten der Weltkriege!“. Unter „Bücher“ war Adolf Hitlers Mein Kampf zu finden. Ronsdorf erklärte dazu, dass Freunde seine Seite ohne sein Wissen manipuliert hätten. Sein Bruder Jonas Ronsdorf, war ebenfalls Mitglied bei pro NRW, ist Anführer der Neonazi-Kameradschaft Freundeskreis Rade und nahm an Demonstrationen der extremen Rechten teil, bei denen er öffentlich der Waffen-SS und dem Volkssturm huldigte.
Im März 2013 wurden Tony-Xaver Fiedler, ehemaliger Funktionär der DVU, und Andre Hüsgen, ehemaliger Funktionär der NPD, in den Parteivorstand als Schriftführer bzw. Geschäftsführer gewählt. Ausweislich der Pro-NRW-Homepage wählte ein Parteitag im September 2013 den Bonner Kreisverbandsvorsitzenden Detlev Schwarz zum neuen Landesgeschäftsführer.

### Politische Einordnung
Der Soziologe Alexander Häusler ordnet die Partei der extremen Rechten zu, einer Form des Rechtsextremismus, die sich mit einer „rechtspopulistischen Hülle“ umgeben würde. Den Begriff der „extremen Rechten“ verwendet Häusler zur Kennzeichnung des „äußeren rechten Randes des politischen Spektrums“. Dieser Sammelbegriff umfasse das „gesamte politische Rechtsaußen-Spektrum“ von der „Braunzone zwischen rechtskonservativen und rechtsextremen Zirkeln“ bis hin zu „offen neonazistischen Szenen“. Inhaltliche Zuordnungskriterien seien völkisch-nationalistische, rassistische sowie antisemitische Ausprägungen, autoritäre Politikvorstellungen, die Ablehnung des gesellschaftlichen Gleichheitsprinzips, die Diskriminierung von Minderheiten sowie die Ethnisierung bzw. Nationalisierung sozialer und ökonomischer Problemlagen. Die extreme Rechte stilisiere dabei die multikulturelle Gesellschaft zum zentralen Feindbild. Kampagnen gegen Moscheebau und Minarette würden dazu benutzt, einen kulturreligiös aufgeladenen Rassismus gesellschaftsfähig zu machen. Der Politologe Frank Überall stellt ebenfalls heraus, dass die Partei in jedem Fall als rechtsradikal zu bewerten sei.
Der Politologe Christoph Kopke von der Universität Potsdam schließt sich der Einordnung von Häusler an, pro NRW sei rechtsextrem und zugleich populistisch. Sie würden sich zwar „seriös und bürgerlich-demokratisch“ geben, jedoch „gegen ethnische und religiöse Minderheiten“ hetzen.
Der Staatsrechtler Ingo von Münch, welcher u. a. weithin für seine Kommentare zum Grundgesetz der Bundesrepublik bekannt ist, verordnet pro NRW ebenfalls im Bereich des Rechtsextremismus. Dem schließt sich auch der Kriminalist Bernd Wagner an, welcher als Experte für Rechtsextremismus und Rechtsradikalismus gilt und die Neonazi-Aussteiger-Initiative Exit Deutschland gründete.

### Verfassungsschutzbericht
Pro Köln wird seit dem Jahr 2004, pro NRW seit dem Jahr 2010 vom Verfassungsschutz des Landes Nordrhein-Westfalen beobachtet, weil bei diesen Gruppierungen „tatsächliche Anhaltspunkte für eine verfassungsfeindliche Bestrebung“ vorliegen. Seit 2011 werden beide offiziell als verfassungsfeindlich eingestuft, eine Einordnung, der sich auch mehrere Gerichte anschlossen und die Korrektheit der Verfassungsschutzberichte bestätigten. Dies gilt auch für die Jugendorganisation von pro NRW, deren Forderungen „auf einer Linie mit der NPD“ liegen würden.
Sie würden mit ihren Aussagen und Forderungen die „im Grundgesetz konkretisierten Menschenrechte missachten“, insbesondere die Menschenwürde und das Diskriminierungsverbot. Ein Schwerpunkt der Kampagnen sei darauf angelegt, „Vorurteile über Muslime zu verbreiten, um Ängste zu wecken oder zu verstärken“. So würden Muslime als „unerwünschte […] Menschen zweiter Klasse“ dargestellt. Der Verfassungsschutz betont insbesondere auch die „eigentlich nur im orthodoxen Rechtsextremismus übliche Analogie eines homogenen Volkskörpers“, der von „einer zerstörerischen Kraft von außen – hier ‚Multikultur‘ – zersetzt“ würde. Menschen anderer Kulturkreise oder Religionszugehörigkeiten würden „in diesem Sinne offensichtlich als tödliche Krankheit“ gesehen, die „das Immunsystem des 'Volkskörpers' unwiderruflich schädigen“ würden. Diese Äußerungen würden Menschen muslimischen Glaubens nicht nur ihr Grundrecht auf freie Religionsausübung absprechen, sondern ein Existenzrecht und Bleiberecht dieser Bevölkerungsgruppe in ganz Europa negieren. Beides stehe „in krassem Widerspruch“ zur freiheitlich-demokratischen Grundordnung.
Zudem würden auch andere Menschen mit Migrationshintergrund „ausgrenzend als kriminell und nicht integrierbar dargestellt“ sowie „pauschal herabgesetzt und diffamiert“. Sie würden „latente Ängste vor Überfremdung“ schüren, „fremdenfeindliche Ressentiments“ verbreiten und auch nicht vor der Diffamierung schwer kranker Menschen mit Migrationshintergrund zurückschrecken. Dabei würde pro NRW auch erfundene Statistiken und Umfragen verwenden, um zu versuchen, ihre Forderungen zu untermauern. Auch gegen sexuelle Minderheiten würden beide Gruppierungen agieren. Homosexuelle würden „subtil verächtlich gemacht“ und „durch diffamierende Formulierungen herabgesetzt“.
Im Verfassungsschutzbericht 2012 wird pro NRW erneut und erstmals im Zusammenhang mit dem rechtsextremen Blog kreuz.net angeführt. Das Verwaltungsgericht Berlin wies im Januar 2016 eine Klage der Partei gegen die Nennung im Verfassungsschutzbericht ab.

### Verbindungen ins Ausland
Die Partei pflegt intensiven Kontakt zu ausländischen rechtsextremen Kleinparteien. So trat etwa die tschechische Politikerin Petra Edelmannová der paramilitärisch organisierten Partei Národní strana auf einer Veranstaltung von pro Köln auf, welche die „Endlösung der Zigeunerfrage“ in Europa propagiert. Weiterhin kündigte pro NRW die Teilnahme von Vertretern des rechtsextremen französischen Mouvement national républicain auf einer Veranstaltung im Jahr 2011 an, welcher u. a. die Einführung der Todesstrafe fordert. Das Bündnis Köln stellt sich quer, dem verschiedene zivilgesellschaftliche Gruppen, darunter Gewerkschaften und Kirchen, angehörten, demonstrierte gegen die Veranstaltung. Zudem bestehen nach eigenen Angaben Kontakte zur britischen rechtsextremen und rassistischen British National Party und ihrem Vorsitzenden Nick Griffin, welcher wegen Holocaustleugnung verurteilt wurde.
Berichten der tageszeitung zufolge liegen den Behörden Indizien vor, die Kontakte zum norwegischen Massenmörder und Rechtsterroristen Breivik nahelegen. Im Januar 2012 stellte die Staatsanwaltschaft Bochum außerdem fest, pro NRW dürfe als „Vorfeldorganisation des rechten Terrors“ bezeichnet werden.

### Verbindung zu freien Kameradschaften
Bis zu dessen Zerschlagung im April 2012 und Verurteilung von sieben Mitgliedern durch das Landgericht Köln zu teilweise zur Bewährung ausgesetzten Freiheitsstrafen und Geldstrafen im Januar 2014 bestanden enge Kontakte von pro NRW zu dem so genannten Freundeskreis Rade. Der Freundeskreis Rade ist eine Neonazi-Kameradschaft, welche seit einigen Jahren in Radevormwald aktiv ist und aus etwa 20 Personen besteht. Die Kameradschaft organisiert dort Adolf-Hitler-Geburtstagsfeste, nimmt an Aufmärschen der Neonazi-Szene teil, verteilt in der Stadt Propagandamaterial und verunstaltet öffentliche Einrichtungen mit rechtsextremen Symbolen wie etwa Hakenkreuzen. Ihr Logo ist ein Mensch, der einen anderen Menschen mit einer Mistgabel ermordet. Die Gruppe wird außerdem für Angriffe auf Polizeibeamte und Bürger mit Migrationshintergrund verantwortlich gemacht, welche durch die Angriffe schwer verletzt wurden. Der Anführer der Kameradschaft ist Jonas Ronsdorf, welcher Mitglied bei pro NRW war. Sein Bruder Tobias Ronsdorf war Fraktionsvorsitzender von pro NRW im Stadtrat und ebenfalls Mitglied der Kameradschaft. Gegen ihn laufen mehrere Ermittlungsverfahren, u. a. soll er einen südländisch aussehenden Mann angegriffen und verletzt haben, als dieser einen Streit zwischen Kameradschaftsmitgliedern und Migranten schlichten wollte. Auch weitere Mitglieder der Kameradschaft sind als Mitglieder und Funktionäre von pro NRW aktiv, etwa als sachkundige Bürger in den Ausschüssen des Stadtrates Radevormwald sowie als Wahlkampfhelfer.
Am 25. April 2012 wurde schließlich bei einer groß angelegen Razzia in mehreren Städten in Nordrhein-Westfalen unter anderem auch das Fraktionsbüro von pro NRW in Radevormwald im Zusammenhang der Ermittlungen gegen die Kameradschaft durchsucht. Die Durchsuchungen sind Teil eines 8-Punkte-Plans des Innenministeriums in Nordrhein-Westfalen, der im Dezember 2011 vorgestellt wurde. Bei dieser Vorstellung bezeichnete Innenminister Ralf Jäger pro NRW als „Neonazis in Nadelstreifen“. Der Kölner Polizeipräsidenten W. Albers bestätigte die engen personellen und finanziellen Verflechtungen zwischen dem Freundeskreis Rade und pro NRW. Im Fraktionsbüro von pro NRW wurden mehrere verbotene Waffen beschlagnahmt, u. a. auch Schusswaffen und Stichwaffen. Außerdem wurden mehrere Mitglieder von pro NRW verhaftet, darunter auch ein pro-NRW-Funktionär, welcher im Stadtrat von Radevormwald sitzt. Staatsanwaltschaft und Polizei werfen ihnen die Bildung einer kriminellen Vereinigung und Körperverletzung vor. Das Pro-NRW-Ratsmitglied wurde am 27. April 2012 aus der Untersuchungshaft entlassen und vom Landgericht Köln Anfang 2014 zu einer Geldstrafe verurteilt.

### Hitler-Posen des stellvertretenden Vorsitzenden Kevin Hauer
Dem stellvertretenden pro-NRW Vorsitzenden, Gelsenkirchener Gemeinderat und Mitglied der Alten Breslauer Burschenschaft der Raczeks Kevin Hauer wurde 2014 vorgeworfen, auf einem im Internet aufgetauchten Foto in vollem Wichs mit Burschenschaftsmütze, Bierkrug und Hitler-Porträt und auf einem weiteren in Unterhose mit Hitlergruß posiert zu haben. Nach Darstellung Hauers soll es sich bei den u. a. auf Facebook eingestellten Bildern, die 1999 entstanden seien, um einen unpolitischen „Jux“ gehandelt haben. Da die Staatsanwaltschaft nicht herausfinden konnte, wer die Bilder ins Netz gestellt hatte, und diese ursprünglich „im privaten Rahmen“ entstanden seien, wurde ein Strafverfahren gegen Hauer wegen des Verwendens von Kennzeichen verfassungswidriger Organisationen eingestellt.

## Kontroversen

### Mitgliederzahlen, Umfragen und Statistiken
Bei den Vertretern von pro Köln und pro NRW kam es in der Vergangenheit zur Fälschung verschiedener Mitgliederzahlen, Statistiken und Umfragen.
So wurden in den Jahren 2008, 2009 und 2010 nachweislich falsche Mitgliederzahlen in den Pressemitteilungen veröffentlicht. Laut den politischen Rechenschaftsberichten, bei denen eine Partei zur korrekten Angabe verpflichtet ist, wurden die Mitgliederzahlen bis zu etwa 65 Prozent höher angegeben, als dies in der Realität der Fall war. Auch bei der Veranstaltung von Demonstrationen wird laut Bundeszentrale für politische Bildung und dem Verfassungsschutz die Anzahl der Teilnehmer regelmäßig um etwa das dreifache zu hoch angegeben. Den Höhepunkt erreichte diese Entwicklung bei einer Veranstaltung im Jahre 2011, als die Vertreter von pro NRW von etwa 2.500 Teilnehmern sprachen, tatsächlich jedoch gerade einmal 300 anwesend waren.
Zudem werden Statistiken erfunden und Umfrageergebnisse gefälscht, um die politischen Forderungen zu untermauern. So wurde etwa im Jahr 2009 eine Statistik des Landeskriminalamtes Berlin in einem Werbevideo veröffentlicht, in der angeblich die Gewaltstraftaten in Berlin zu 98 Prozent von Ausländern, darunter ein Großteil Muslime, verübt worden sein sollen. Eine solche Statistik existiert jedoch nicht. Des Weiteren werden Umfragen präsentiert, welche Migranten als gewalttätig erscheinen lassen, eine Quelle wird jedoch für diese Umfragen nicht geliefert.
Der ehemalige Spitzenfunktionär Andreas Molau bestätigte nach seinem Ausstieg die Vorwürfe gegen pro NRW. Der Vorsitzende Markus Beisicht habe ein „sehr flexibles Verhältnis zur Wahrheit“, so Molau.

### Kritik an der Parteistruktur
Ehemalige Parteivorstandsmitglieder warfen der Partei mehrfach vor, es gäbe innerparteilich keine Demokratie. Der Führungsstil sei „diktatorisch“. Wirklich zählen würden „in der Partei nur Markus Beisicht, Judith Wolter, Markus Wiener und die Gebrüder Bernd Michael, Daniel und Martin Schöppe“. Alle anderen Parteimitglieder seien „nur Wasserträger, die je nach Bedarf ausgetauscht werden“ – so ein ehemaliger stellvertretender Parteivorsitzender.
Ähnlich äußerten sich auch andere mittlerweile ausgetretene Parteimitglieder. Der Vorstand habe sich „innerhalb von pro NRW ein eigenes Rechtssystem geschaffen“, so ein ehemaliger Funktionär. Die Satzung der Partei würde „mit Füßen getreten“, sämtliche „Verbesserungsvorschläge und offene Kritik wurden abgeschmettert.“ Die innerparteiliche Demokratie sei nur „rudimentär vorhanden“, insgesamt würde die Partei „diktatorisch“ geführt werden.

### Vortäuschen einer Straftat
Im April 2012 behauptete pro NRW, ein Bürger mit Migrationshintergrund habe einen „Mordanschlag“ auf einen ihrer Wahlkampfhelfer verübt. Laut pro NRW habe ihr Wahlkampfhelfer in Viersen Plakate aufgehängt. Er stand dabei auf einer Leiter und wurde angeblich von einem Autofahrer gezielt angefahren. Er sei „wie durch ein Wunder unverletzt geblieben“. Der angebliche Täter wurde laut pro NRW sofort nach der Tat von der Polizei festgenommen. Der Parteivorsitzende Markus Beisicht schloss sich dieser Behauptung an.
Auf Nachfrage bei der Polizei von Viersen widerspricht diese allerdings in aller Form. Es habe „keinen Einsatz gegeben“, sagte ein Sprecher der Polizei Viersen. Um sicherzugehen, habe man auch mit der Bundespolizei Rücksprache gehalten. Auch dort sei von dem Vorfall nichts bekannt. „Es wurde niemand festgenommen und es liegt auch keine Anzeige vor“, so Polizeisprecher W. Theveßen. Inzwischen ermittelt der Staatsschutz gegen ein Mitglied von pro NRW wegen des Verdachts der Vortäuschung einer Straftat.

### Ausschreitungen im Wahlkampf 2012

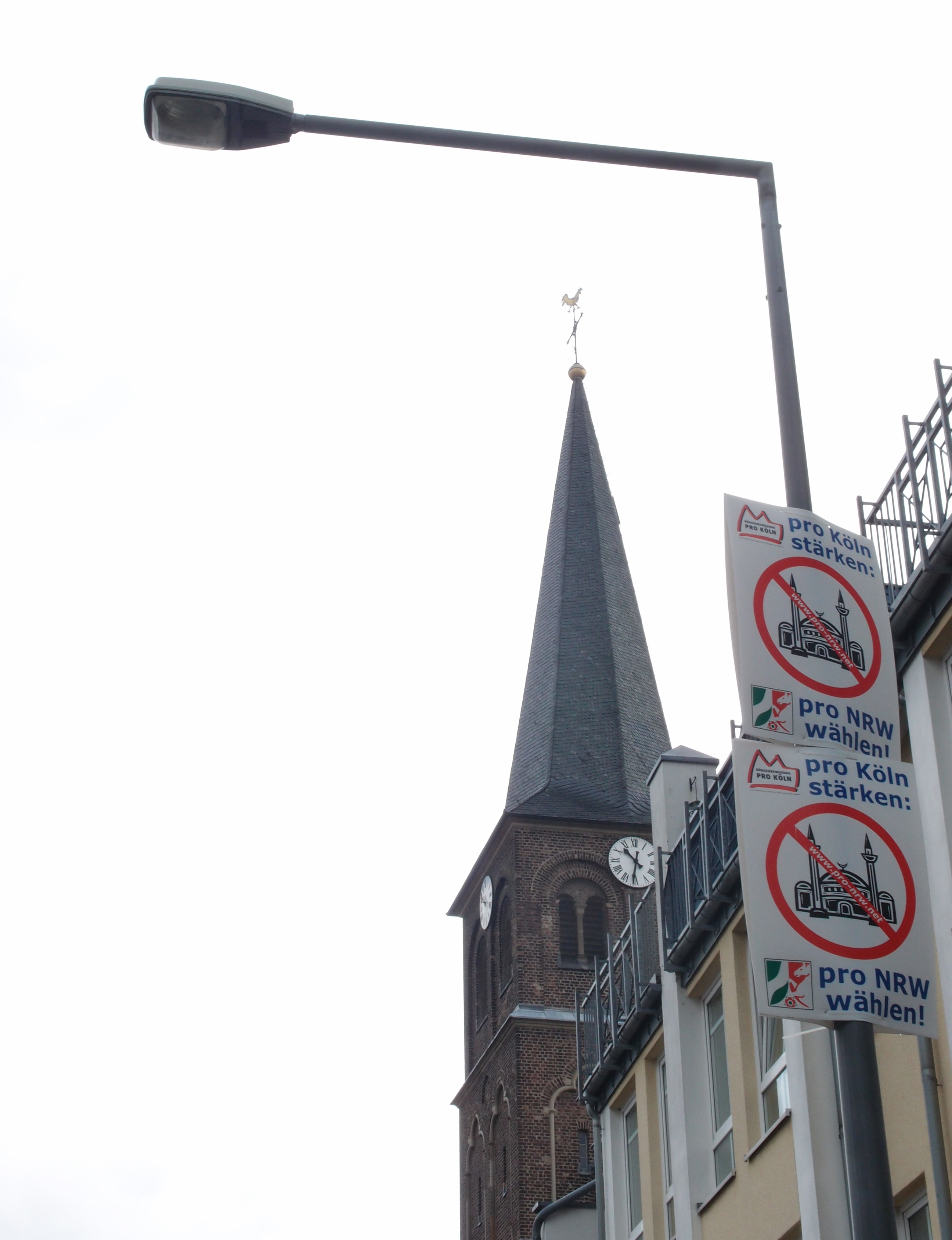
Anti-Moschee-Wahlkampfplakate zur NRW-Wahl 2012 vor der kath. Kirche in Köln-Urbach

Im Rahmen des Wahlkampfes 2012 stellte pro NRW neben eigenen islamfeindlichen Karikaturen die Mohammed-Karikaturen des dänischen Zeichners Kurt Westergaard vor rund 25 Moscheen aus. Politische Beobachter bewerteten die Aktionen als „verzweifelten Ruf nach Aufmerksamkeit einer Rechtsaußen-Partei“. So steht pro NRW mit Schulden von über 240.000 Euro kurz vor der Pleite und versuchte alles, um die wichtige 1 %-Hürde zu überwinden, um Steuergelder in Form von Wahlkostenerstattung zu erhalten. Die ersten pro-NRW-Demonstrationen in Essen und Gelsenkirchen verliefen friedlich, in Solingen und Bonn kam es jedoch zu Ausschreitungen, als Salafisten die anwesenden Polizisten angriffen. Hierbei wurden insgesamt 35 Polizisten verletzt, darunter zwei schwer. Vertreter von pro NRW riefen dabei laut Aussage des ZDM ausländerfeindliche Parolen bei ihrer Demonstration. Die Strategie von pro NRW war es, Gewalt gezielt zu provozieren und anschließend durch die Ausschreitungen Aufmerksamkeit zu erlangen. Geleitet wurde die Kampagne vom pro-Deutschland-Funktionär und früheren DVU-Mitglied Lars Seidensticker. Bei einer polizeilichen Durchsuchung von rund 50 Pro-NRW-Aktivisten anlässlich der ersten Demonstration wurde ein Messer beschlagnahmt, deren Führung gemäß § 27 Versammlungsgesetz untersagt ist.
Der Bundesvorsitzende der Deutschen Polizeigewerkschaft Rainer Wendt sowie der Landesvorsitzende der PG NRW, Erich Rettinghaus, forderten, ein Parteiverbot zu prüfen. Im Mai 2012 bestätigte der Zentralrat der Muslime, dass man pro NRW wegen Volksverhetzung und Störung der Religionsausübung angezeigt habe. Die Generalsekretärin des Zentralrates, Nurhan Soykan, begründete die Anzeige damit, dass man den dauernden Provokationen etwas entgegensetzen wolle.

### Innerparteilicher Streit
Innerhalb der Pro-Parteien gab es einige interne Auseinandersetzungen, sowohl über die Ausdehnung der Bewegung als auch über den Führungsstil der Vorstände. Insbesondere die Gründung von Pro Deutschland verursachte einen Streit zwischen dem pro NRW-Vorsitzenden Markus Beisicht und dem pro Deutschland-Vorsitzenden Manfred Rouhs. Dabei ging es nicht nur um die Tatsache, dass nach Ansicht von Beisicht eine bundesweite Ausdehnung der Pro-Parteien noch zu früh war und die Führungsriege von pro Köln Manfred Rouhs als nicht dazu geeignet hielt, ein solches Projekt zu leiten und zu repräsentieren. Uneinigkeit herrschte vor allem darin, wie man mit anderen extrem rechten Parteien und Vereinen umgehen sollte. Rouhs war zunächst für eine strikte Trennung und Distanzierung zur NPD (obwohl er selbst für diese aktiv war). Später änderte sich seine Position dazu.
Beisicht lehnte zudem zunächst eine Zusammenarbeit mit oder Unterstützung von pro Deutschland strikt ab. Nach der Gründung von pro NRW gab es zunächst wieder eine Annäherung. Manfred Rouhs sagte zu, dass pro Deutschland zunächst keine weitere Ausdehnung bis zu den Landtagswahlen in Nordrhein-Westfalen im Jahre 2010 betreiben werde. Rouhs selbst wurde zwar zunächst in den pro NRW-Vorstand gewählt, erhielt aber weder einen Listenplatz noch einen Wahlkreis als Direktkandidat. Mit dem Beitritt und der massiven Wahlkampfunterstützung des rechtsextremen deutsch-schwedischen Unternehmers Patrik Brinkmann änderte sich auch die Strategie von pro NRW. Da Brinkmann in Berlin zur Berliner Abgeordnetenhauswahl antreten wollte, näherte sich pro NRW wieder an und kündigte die volle Unterstützung des Wahlantritts von pro Deutschland in Berlin an. Brinkmann wurde erster Vorsitzender des Landesverbandes Berlin, trat aber kurze Zeit später, angeblich nachdem er erfahren hatte, dass ein Vorstandsmitglied von pro Deutschland homosexuell sei, wieder zurück und gab auch seine Kandidatur auf.

## Politische Strategie

### Allgemeine Strategie
Christoph Butterwegge geht davon aus, dass die Stärke von pro NRW im kommunalen Bereich liege. Hier sei es ihr teilweise gelungen, ihre eigenen Inhalte in die politische Mitte zu tragen. Dabei grenzt sich die Partei zwar offiziell von der NPD ab, dies sei aber nur eine Taktik, um bürgerliche Wähler zu gewinnen. Gleichzeitig nimmt die Partei zahlreiche Mitglieder und Funktionäre der NPD auf.
Im Jahre 2006 wurde ein Strategiepapier der Pro-Bewegung zum Netzwerk-Aufbau offiziell von Manfred Rouhs in Köln vorgestellt, welches den Titel „Aufbaukonzept“ trägt. In diesem Konzept wird die Erstellung von Bürgeranfragen als „Kernarbeit der Bürgerbewegung“ beschrieben. Demnach werden auf kommunaler Ebene zu lokalen umstrittenen Themen wie etwa dem Bau von Moscheen oder der Eröffnung von Asyleinrichtungen öffentliche Petitionen gestartet, bei denen Unterschriften gesammelt werden. Die Adressen der Unterschreiber werden dabei in einer Kartei vom Bundes- bzw. Landesverband gesammelt und nach Mitgliedern, Spendern, Unterstützern und Interessenten strukturiert. Anschließend werden diese Personen gezielt regelmäßig mit Werbematerial der Pro-Bewegung beliefert. Sobald das lokale Thema erschöpft ist, wird ein neues Thema aus den Bereichen „Multi-Kulturalismus, Kriminalitätsentwicklung, Korruption und soziale Gerechtigkeit“ gesucht und eine neue Petition mit gleichem Verfahren zu gestartet.

### Inszenierung als Opfer
Pro NRW und pro Köln sehen ihre „nonkonforme Bürgerbewegung“ als Opfer der „Blockwarte der Political Correctness.“ Besonders in den Medien würden von der Politik „abhängige bzw. gesteuerte“ Massenmedien wie etwa das Verlagshaus Neven DuMont in Köln (Express, Kölner Stadt-Anzeiger, Kölnische Rundschau) entweder die Pro-Parteien tot schweigen oder „mit Lügen oder Halbwahrheiten bewusst stigmatisieren“. Dabei wird aber grundsätzlich offen gelassen, was an der Berichterstattung angeblich falsch oder nur zum Teil richtig wiedergegeben worden sei. Redakteure der Zeitungen werden zum Teil auch persönlich angegriffen. Neben den privaten Medien werden aber auch die öffentlich-rechtlichen Medienanstalten angegriffen. Der WDR wird seitens Pro NRW als „Rotfunk“ bezeichnet. Nach Ansicht der Partei müsse der WDR seinem gesetzlichen Auftrag wieder nachkommen und „politisch neutral“ berichten. Im Wahlprogramm zur Landtagswahl in Nordrhein-Westfalen 2010 fordert pro NRW eine inhaltliche und personelle Reform des Westdeutschen Rundfunks. Nach der Ausstrahlung einer „Monitor“-Sendung des WDR, in der über pro NRW berichtet wurde, sah sich die Partei einer „Hetzkampagne“ von einer „linkslastigen Sendung“ des „politisch gesteuerten Rotfunks“ ausgesetzt. Inhaltlich ging pro NRW aber nicht auf die Berichterstattung ein. So wurde Judith Wolter in einem Interview vorgehalten, dass die Rede des deutsch-schwedischen Unternehmers Patrik Brinkmann von dem erst kurz vorher bei der NPD ausgetretenen Andreas Molau stammte. Molau selbst, der dem Vorstand von pro NRW angehörte, begründete seinerzeit seinen Austritt bei der NPD damit, dass er gegen jede Gewaltanwendung in der politischen Auseinandersetzung sei. Er übte aber ansonsten keine inhaltliche Kritik an der NPD. Auch auf die Tatsache des Übertritts ehemaliger NPD- und DVU-Funktionäre wurde nicht inhaltlich eingegangen.
Neben den Medien wird aber auch Forschungseinrichtungen, Museen oder Publizisten vorgeworfen, sie würden „politisch gesteuert“ eine Hetzkampagne gegen die Meinungsfreiheit zu Gunsten der Altparteien führen. So wird Alexander Häusler indirekt eine Mitschuld an „links politisch motivierten Straftaten“ vorgeworfen. Dem NS-Dokumentationszentrum der Stadt Köln wirft pro NRW außerdem vor, dass es politisch missbraucht würde und damit die Opfer des NS-Regimes verunglimpft würden. Neben den Genannten fühlt man sich aber auch vom Verfassungsschutz stigmatisiert. Mehrere juristische Auseinandersetzungen führten aber ausnahmslos dazu, dass die Gerichte dem Verfassungsschutz Recht gaben. Pro NRW/Köln sei eindeutig verfassungsfeindlich. Neben der direkten Kritik an Presse, Wissenschaft oder staatlichen Organen stellt sich pro NRW aber auch als Opfer hin, ohne direkt auf Berichte oder Ereignisse einzugehen. Dabei werden gezielt Begriffe aus der NS-Zeit benutzt. Vor allem versucht man damit, die Vorwürfe des Rechtsextremismus auf den Gegner zu projizieren.

## Wahlen und Mandate

### Kommunalwahlen
Pro NRW trat erstmals zu den Kommunalwahlen in Nordrhein-Westfalen 2009 in sieben der insgesamt 54 kreisfreien Städte und Kreise an. Zusätzlich kandidierte pro Köln wie bereits bei den Kommunalwahlen 2004 in Köln. Pro NRW und Pro Köln erzielten zusammen landesweit 0,6 % bzw. 41.287 Stimmen, von denen knapp die Hälfte (19.894 Stimmen) auf pro Köln fiel. Sie zogen damit in vier Kreistage und die Parlamente von vier kreisfreien sowie fünf kreisangehörigen Städten ein. In Köln (5,4 %), Gelsenkirchen (4,3 %) und Leverkusen (4,0 %) erreichten sie Fraktionsstärke. Weitere Mandate erzielten sie in den Bezirksvertretungen einiger kreisfreier Städte.
Jeweils ein weiteres Mandat erhielten sie im Januar 2010 im Stadtrat von Hagen, im März 2010 im Kreisrat von Minden-Lübbecke, im April 2010 im Stadtrat von Hamm durch drei Parteiübertritte von den Republikanern sowie im Dezember 2010 im Stadtrat von Ennepetal durch einen Parteiübertritt von der Nationaldemokratischen Partei Deutschlands (NPD). Im März 2011 verlor die Partei zwei Mandate durch den Austritt eines ehemaligen stellvertretenden Parteivorsitzenden, welcher im Kreistag des Rheinisch-Bergischen Kreises und im Stadtrat von Leichlingen vertreten ist. Im Januar 2013 verlor die Partei zwei weitere Mandate durch den Austritt eines stv. Vorsitzenden, der im Kreistag des Rhein-Kreises Neuss und im Rat der Stadt Dormagen vertreten ist. Nach der Auflösung von pro NRW trat bei den Kommunalwahlen in Nordrhein-Westfalen 2020 lediglich eine Nachfolgeliste in Leverkusen unter dem Namen „Aufbruch Leverkusen“ mit Markus Beisicht an und konnte mit 1,4 % ein Mandat halten.
|      | K      | GE    | LEV   | BN     | BM (S) | NE (S) | GM (S) | GL (S) | LIP   | BM (K) | GL (K) | GM (K) | NE (K) | DU    |
| ---- | ------ | ----- | ----- | ------ | ------ | ------ | ------ | ------ | ----- | ------ | ------ | ------ | ------ | ----- |
| 2004 | 4,7 %  | n. a. | n. a. | n. a.  | n. a.  | n. a.  | n. a.  | n. a.  | n. a. | n. a.  | n. a.  | n. a.  | n. a.  | n. a. |
| 2009 | 5,4 %  | 4,3 % | 4,0 % | 1,58 % | 6,0 %  | 4,5 %  | 5,1 %  | 2,9 %  | 1,9 % | 2,6 %  | 2,0 %  | 1,8 %  | 1,7 %  | n. a. |
| 2014 | 2,59 % | 4,0 % | 4,4 % | 1,58 % | 5,95 % | n. a.  | 4,02 % | n. a.  | n. a. | 3,09 % | n. a.  | 1,49 % | n. a.  | 4,2 % |

|       | Einzug in Fraktionsstärke                                             |
| n. a. | nicht angetreten                                                      |
| (S)   | Stadtrat, NE (S): Dormagen, GM (S): Radevormwald, GL (S): Leichlingen |
| (K)   | Kreistag                                                              |

### Landtagswahlen
Pro NRW nahm an der Landtagswahl in Nordrhein-Westfalen am 9. Mai 2010 teil. Dazu wurden in 53 der 128 Wahlkreise Direktkandidaten aufgestellt, auf der Landesliste kandidierten 36 Kandidaten. Sie verfehlte mit 107.476 Stimmen (1,4 %) deutlich die 5-Prozent-Hürde. Die Partei kam jedoch mit über 1 % der abgegebenen gültigen Stimmen nach § 18 des Parteiengesetzes in den Genuss von Landesfinanzmitteln.
Bei der vorgezogenen Landtagswahl 2012 war Markus Beisicht Spitzenkandidat der Partei auf. Drei Tage nach der Auflösung des Landtags stellte pro NRW ein Kurzprogramm zur Wahl vor. Bei der Wahl erhielt die Partei 118.326 Stimmen (1,5 %).
An der Landtagswahl 2017 nahm die Partei nicht teil.

### Europawahlen
Die Partei nahm bundesweit an der Europawahl 2014 teil. Auf Pro NRW entfielen dabei insgesamt 54.456 Stimmen (0,2 %). In NRW erreichte sie 0,6 % der Stimmen, in allen anderen Bundesländern weniger als 0,1 %.